# Villar del Río
Villar del Río ist ein kleines Bergdorf und gleichzeitig das Zentrum einer aus etwa 8 bewohnten Weilern (pedanías) bestehenden Gemeinde (municipio) mit insgesamt nur 156 Einwohnern (Stand: 2024) in der spanischen Provinz Soria in der Autonomen Gemeinschaft Kastilien-León.

## Lage
Der einzelnen Orte der Gemeinde Villar del Río liegen in der kargen Berglandschaft im Nordosten der Provinz Soria am Río Cidacos und seinen Quellbächen in einer Höhe von ca. 1000 bis 1375 m. Die Entfernung zur Provinzhauptstadt Soria beträgt etwa 43 km (Fahrtstrecke) in südlicher Richtung. Das Klima ist gemäßigt bis warm; Regen (ca. 625 mm/Jahr) fällt übers Jahr verteilt.

## Bevölkerungsentwicklung
| Jahr      | 1857 | 1900 | 1950 | 2000 | 2017 |
| Einwohner | 340  | 337  | 267  | 180  | 143  |

Die Mechanisierung der Landwirtschaft und die zunehmende Trockenheit der Bergregion führten zu einem Verlust an Arbeitsplätzen, wodurch wiederum eine Landflucht ausgelöst wurde.

## Wirtschaft
Auf den kargen Böden der kalten Hochflächen der Provinz Soria war – mit Ausnahme von Gerste – kaum Getreideanbau möglich. Die Bevölkerung lebte jahrhundertelang von der Zucht von Schafen und Ziegen, aus deren Milch Käse hergestellt wurde, der sich nach mühsamem Transport auf dem Markt in Soria verkaufen oder gegen Mehl etc. eintauschen ließ. Die Wolle der Schafe wurde versponnen und im Winter zu Stoffbahnen verwoben, aus denen einfache Kleidung hergestellt wurde; Ziegenhaare eigneten sich zur Herstellung von wetterfesten Überwürfen (ponchos) oder von Säcken, Seilen etc.

## Geschichte
Kelten, Römer und Westgoten haben keine archäologisch verwertbaren Spuren hinterlassen; wahrscheinlich waren es Jäger und Hirten, die die Hochtäler der späteren Gemeinde zuerst entdeckten. Die ältesten schriftlichen Nachweise über die Existenz des Ortes stammen aus dem Mittelalter, als die Gegend zur Comunidad de Villa y Tierra de Yanguas gehörte.

## Sehenswürdigkeiten
- Auf einem Hügel in der Umgebung von Villar del Río sowie an anderen Stellen im Gemeindegebiet wurden Dinosaurierspuren entdeckt. Ein Informationszentrum (Aula Paleontológica) wurde eingerichtet.[5]
- Die einschiffige, aber über ein Querhaus verfügende Kirche Nuestra Señora del Vado wurde im 16. Jahrhundert in gotischem Stil erbaut.[6]
- Einige Weiler verfügen noch über eine Bruchsteinkirche.

## Sonstiges
Der im Jahr 1952 gedrehte Spielfilm Willkommen, Mr. Marshall spielt in Villar del Río, obwohl sämtliche Außenaufnahmen im zentralspanischen Dorf Guadalix de la Sierra gedreht wurden.